# Mora (Portugal)
Mora és un municipi portuguès al districte d'Évora (regió d'Alentejo, subregió de l'Alto Alentejo). L'any 2004 tenia 5.470 habitants. Limita al nord amb Ponte de Sor, al nord-est amb Avis, a l'est amb Sousel, al sud-est amb Arraiolos i a l'oest amb Coruche. El municipi va rebre furs de Manuel I el 1519.

## Població
| Població del municipi de Mora (1801 – 2004) | Població del municipi de Mora (1801 – 2004) | Població del municipi de Mora (1801 – 2004) | Població del municipi de Mora (1801 – 2004) | Població del municipi de Mora (1801 – 2004) | Població del municipi de Mora (1801 – 2004) | Població del municipi de Mora (1801 – 2004) | Població del municipi de Mora (1801 – 2004) | Població del municipi de Mora (1801 – 2004) |
| ------------------------------------------- | ------------------------------------------- | ------------------------------------------- | ------------------------------------------- | ------------------------------------------- | ------------------------------------------- | ------------------------------------------- | ------------------------------------------- | ------------------------------------------- |
| 1801                                        | 1849                                        | 1900                                        | 1930                                        | 1960                                        | 1981                                        | 1991                                        | 2001                                        | 2004                                        |
| 735                                         | 2834                                        | 5425                                        | 8530                                        | 10276                                       | 7056                                        | 6588                                        | 5788                                        | 5470                                        |

## Freguesies
- Brotas
- Cabeção
- Mora
- Pavia